# Comté de Red Willow
Le comté de Red Willow est un comté de l'État du Nebraska, aux États-Unis.
Son siège est la ville de McCook.